# Veľká Lomnica
Veľká Lomnica es un municipio del distrito de Kežmarok en la región de Prešov, Eslovaquia, con una población estimada a final del año 2024 de 5529 habitantes.
Se encuentra ubicado al noroeste de la región, cerca del río Poprad (cuenca hidrográfica del río Vístula) y de la frontera con Polonia.

## Demografía
| Año        | 1994 | 2004     | 2014     | 2024     |
| ---------- | ---- | -------- | -------- | -------- |
| Población  | 3252 | 3760     | 4536     | 5529     |
| Diferencia |      | +15,62 % | +20,63 % | +21,89 % |

| Año        | 2023 | 2024    |
| ---------- | ---- | ------- |
| Población  | 5380 | 5529    |
| Diferencia |      | +2,76 % |